# Biłaki
Biłaki (ukr. Білоки) – wieś na Ukrainie w rejonie samborskim obwodu lwowskiego.

## Historia
Pod koniec XIX w. część wsi Waniowice w powiecie samborskim.